# Espanha nos Jogos Olímpicos de Inverno de 1976
A Espanha competiu nos Jogos Olímpicos de Inverno de 1976, realizados em Innsbruck, Áustria.